# Good Times (singel Roll Deep)
Good Times – pierwszy singel ze studyjnego albumu brytyjskiej grupy muzycznej Roll Deep zatytułowanego Winner Stays On. Singel został wydany 26 kwietnia 2010, wokalnie w nim udziela się piosenkarka Jodie Connor.

## Lista utworów
Singel CD
1. "Good Times" (Radio Edit) – 3:43
2. "Good Times" (Extended club mix) –
3. "Good Times" (Ill Blu Remix) – 3:39
4. "Good Times" (Soulmakers Remix) – 5:40
5. "Good Times" (Ben Preston Vocal Remix) – 6:42
6. "Animal Attraction" – 4:06

Digital download
1. "Good Times" (Radio Edit) – 3:43
2. "Good Times" (Ill Blu Remix) – 3:39
3. "Good Times" (Soulmakers Remix) – 5:40
4. "Good Times" (Ben Preston Vocal Remix) – 6:42
5. "Animal Attraction" – 4:06